# Prosset

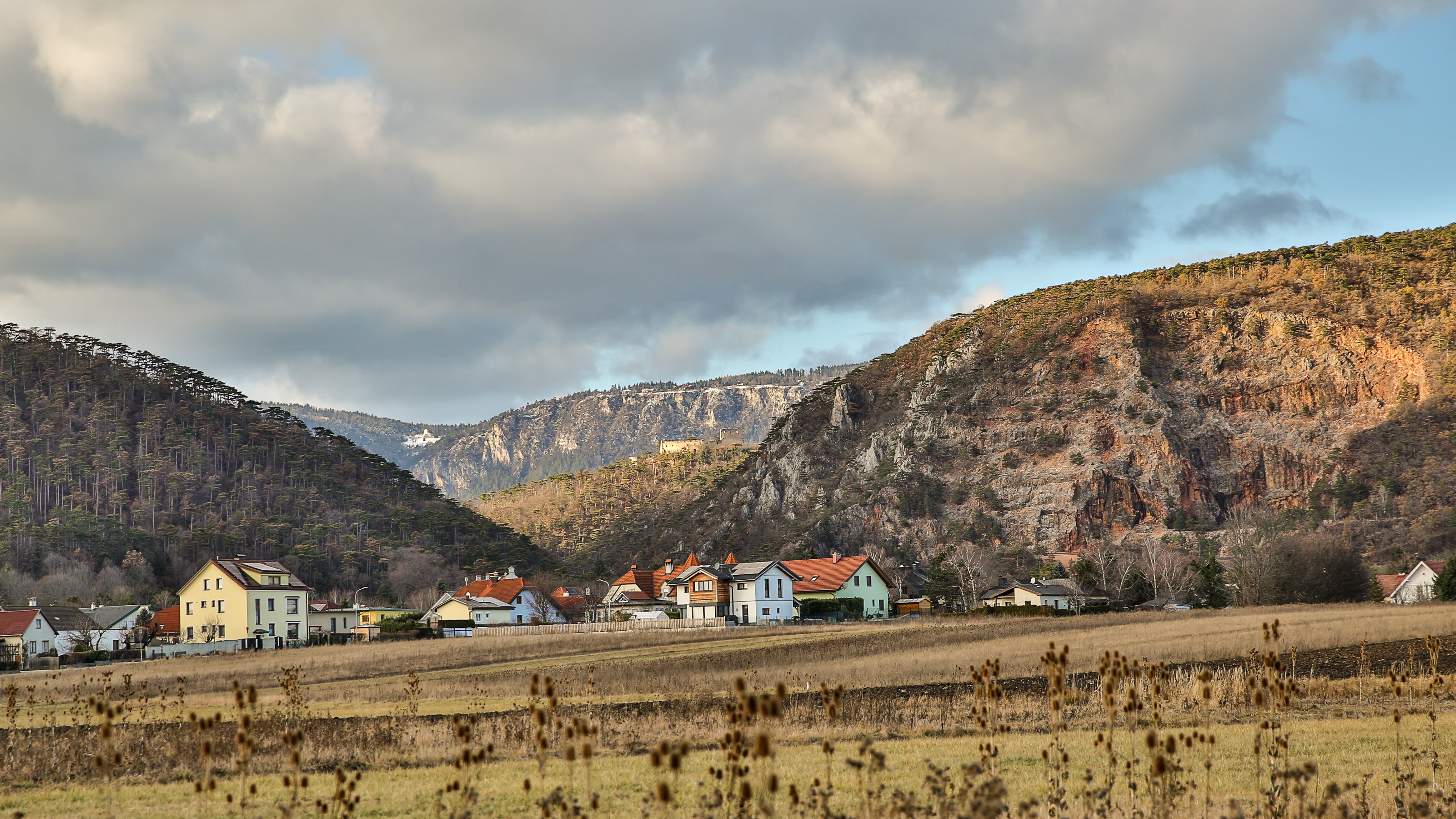
Prosset Osteingang – unterbrochen von der Prossetschlucht, Blickrichtung Nordwesten

Die Prosset oder Prossetschlucht ist ein Engtal östlich von Winzendorf in Niederösterreich. Die vom Prossetbach durchflossene Schlucht zertrennt die Fischauer Vorberge und wurde einst von der Burg Emmerberg bewacht. Am Taleingang unweit des Winzendorfer Steinbruchs liegt der frühe Gasthof Kalkmetzen, der 2022 zu einem Gesundheitszentrum umgebaut wurde. Am oberen Ende befindet sich der frühere Gasthof Teichmühle, heute ein Wohnhaus. Dahinter beginnt die Neue Welt.

## Geologie

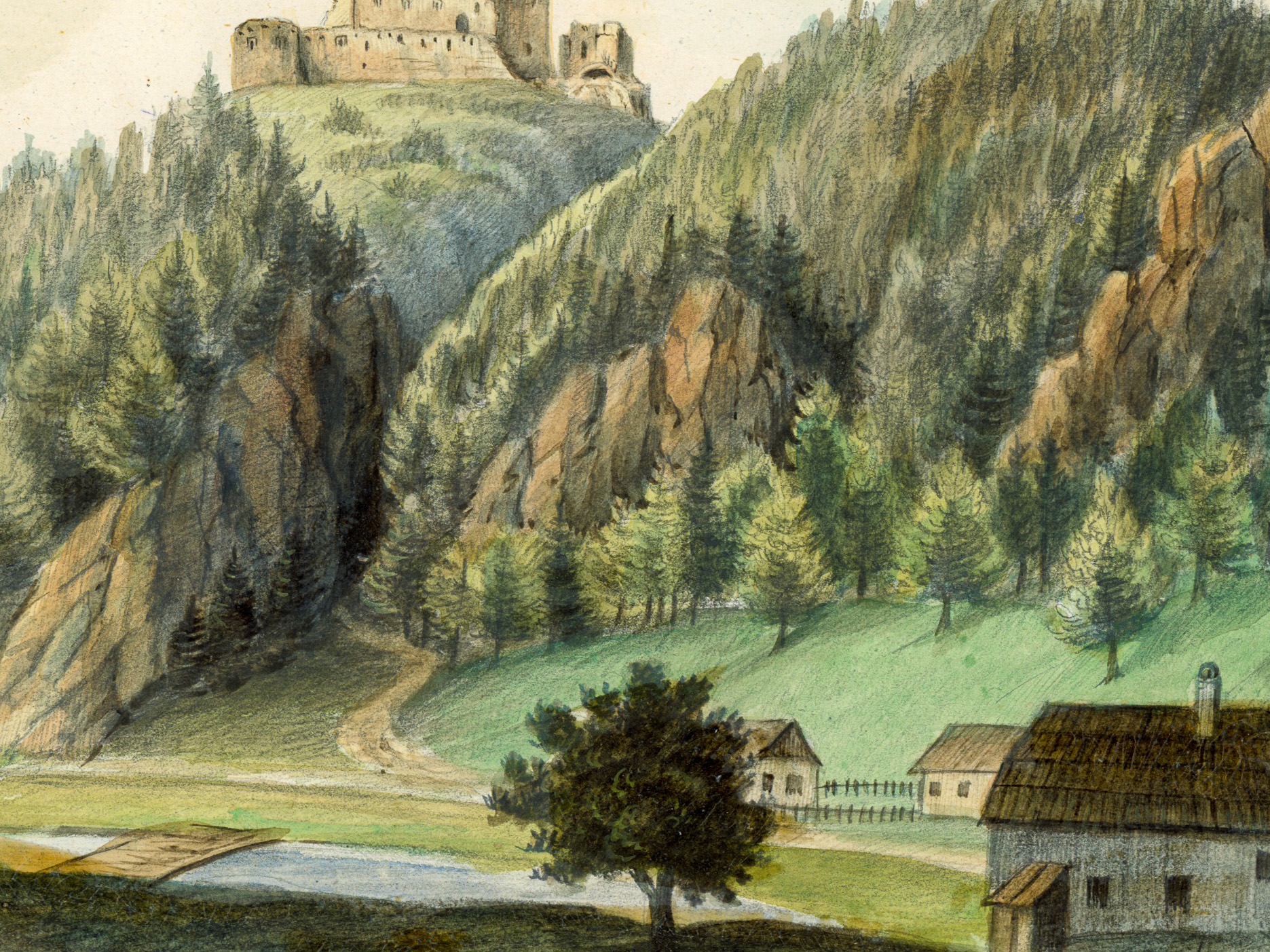
Mitte 19. Jahrhundert, Ortschaft und Burg Emmerberg

Aus geologischer Sicht ist die Schlucht ein epigenetischer Denudationsdurchbruch durch die Fischauer Vorberge. Nördlich der Prosset liegt der Schlossberg (584 m ü. A.) und im Süden der Kalte Berg (520 m ü. A.) und Mitterberg. In der Neuen Welt nordwestlich der Prosset finden sich Tegel und Gosau Konglomerate, die Felsen bestehen aus Hallstätter Kalk, teilweise mit Marmor. In der Prosset gibt es mehrere Höhlen: die Prossetschluchthöhle, die Versteckte Kluft, die Prossetschluchtkluft, die Kesselröhre und mehrere alte Stollen. In den 1920er Jahren wurden Funde von Höhlenschrecken beschrieben.
In den Prossetwänden oberhalb der Ortschaft Emmerberg wurden von Kletterern Hornvipern entdeckt. Wie eine DNA-Analyse ergab, geht dieses nördlichste Vorkommen der Europäischen Hornotter auf ausgesetzte Tiere zurück. Das Klettern im sogenannten „Prossetwand Klettergarten“ wird vom Grundstückseigentümer nicht geduldet und Haken wurden entfernt. Die Hänge rechts und links der Schlucht sind steil. Bei Starkregen kann es Murenabgänge geben.

## Die Prosset (Prossetbach)

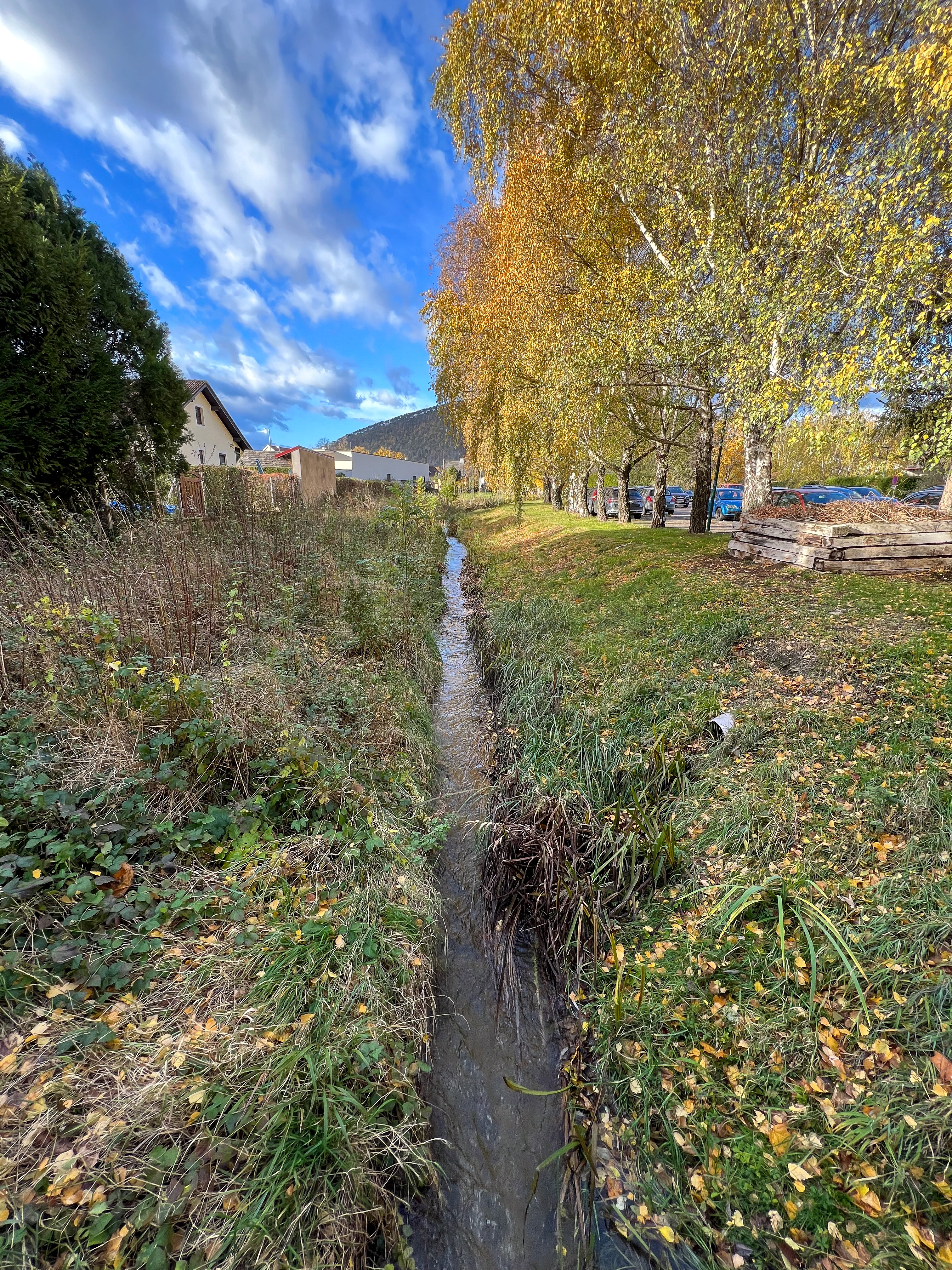
Prosset bei Winzendorf

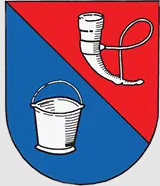
Wasser-Eimer im Gemeindewappen

Schlucht und Bach tragen den gleichen Namen. Der Bach hat keine eigentliche Quelle, sondern ist ein Zusammenfluss von Muthmannsdorfer Graben, Graben von Felbring, Stollhofgraben, Graben vom Mauthaus und Maiersdorfer Graben in den Wiesen hinter der Teichmühle, also nicht weit vor dem Beginn der Schlucht. Nur bei Netting gibt es über den Sommer wasserliefernde Quellen. Die Prosset fließt, früher verstärkt durch das Brunner Teichwasser (aktuell versiegt), nunmehr bezeichnet als Gemeindegraben, südöstlich von Bad Fischau in die Warme Fischa. Knapp 200 m, bevor die Prosset unter der Süd Autobahn durchgeleitet wird, wird sie durch den zweiten Winzendorfer Bach, den Frauenbach, verstärkt. Die Prosset gehört wie der Frauenbach zu den kleineren Fließgewässern, die das Grundwasser im südlichen Wiener Becken speisen. Der Frauenbach fließt erst seit 2007 wieder in die Warme Fischa. Einige Jahrzehnte ist er in einer Schottergrube versickert. Das Prossetbach-Frauenbach-System zeigte zuletzt wieder ein vitales Vorkommen zahlreicher, auch juveniler Exemplare der Bachmuschel (Unio crassus cytherea). Der alte Ort Winzendorf wurde am Frauenbach angelegt, da dort die Wasserführung ganzjährig ist, während der Prossetbach in trockenen Jahren ganz verschwinden kann. Auch das Kleinklima mag eine Rolle gespielt haben, weil es im Bereich der Prossetausmündung ungemütlicher ist (Kaltluftstrom oder Stürme aus den Alpen).
Die Wassermenge der Prosset ist gering und stark schwankend, was schon im Zuge der Vorarbeiten zur I. Wiener Hochquellenleitung festgestellt wurde. Das gesamte Becken der Neuen Welt mit ihren meist lettigen, wasserdichten Böden entwässert in die Prosset. Oberflächenwasser fließt sehr schnell ab und kann entlang des Bachverlaufs zu Hochwasser führen. Wassermenge und Wassertemperaturen variieren sehr stark.
Daher gab es in Emmerberg (wie auch in anderen Orten z. B. Winzendorf) seit uralter Zeit Bewässerungsordnungen, die die Wasserentnahme der Eigentümer der angrenzenden Wiesen bis auf die Ebene Tag, Tageszeit und Stunde regelten. Die Verteilung des Wassers erfolgte mit teils gemauerten, teils hölzernen Schleußen. Dennoch kam es gelegentlich zu gerichtlichen Auseinandersetzungen wegen Wasserentzugs insbesondere der Weikersdorfer gegen die Winzendorfer bzw. gegen die Herrschaft Brunn etwa im Jahre 1834.
Wassermangel war für Burg und Herrschaft Emmerberg seit alters her ein Problem. Es gab zwei Zisternen auf der Burg, die aber nicht ausreichend waren. Ein (bei Belagerung) verborgener Weg führte entlang der Felsen hinunter zum Brunnen im Maierhof (Teichmühle). Das Wasserholen aus der ca. 50 Höhenmeter tieferliegenden Prosset ist bereits in der Gründungssage von „Eimer-Berg“ ein Thema. Ein Wassereimer war Teil des Wappens der Emmerberger und findet sich bis heute im Gemeindewappen.

## Name und Geschichte

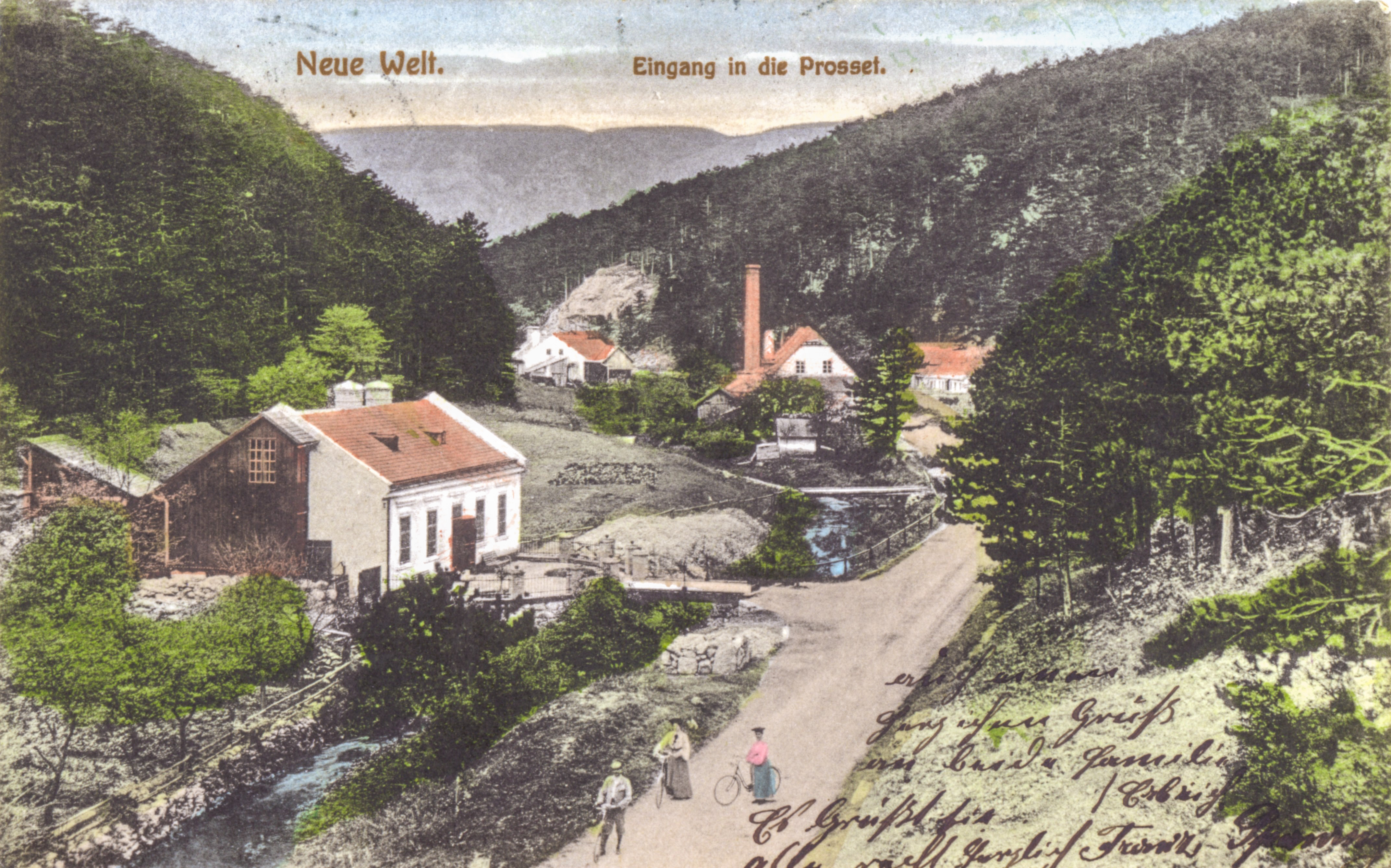
Prosset um 1912 Richtung Hohe Wand

### Geschlecht der Herren von Prosset

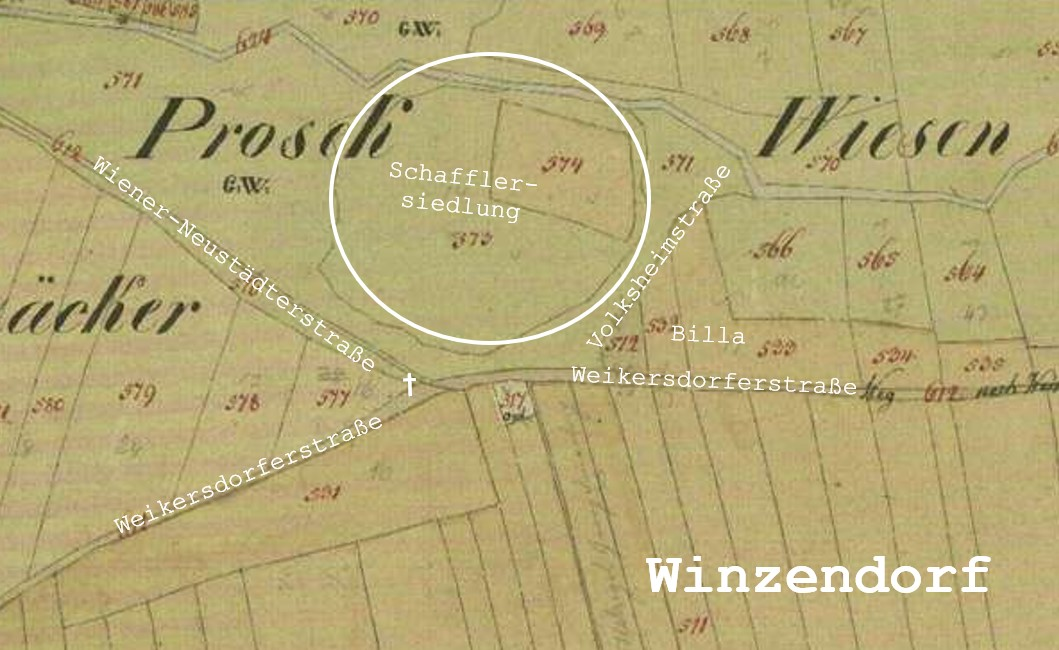
Das Castrum Prozath lag vermutlich im Bereich der heutigen Schafflersiedlung

Der Name Prosset könnte auf ein Verteidigungswerk, ein „castrum Prozath“, ein slawischer Name aus karantanischer Zeit für Verhau, Verschanzung oder Burgstall zurückgehen. Es könnte auch ein Name aus keltischer Zeit sein.  Gewässernamen gehören zu den ältesten Namen überhaupt. Weitere Schreibweisen sind Prossat, Prossath, Prossek oder Proseck.

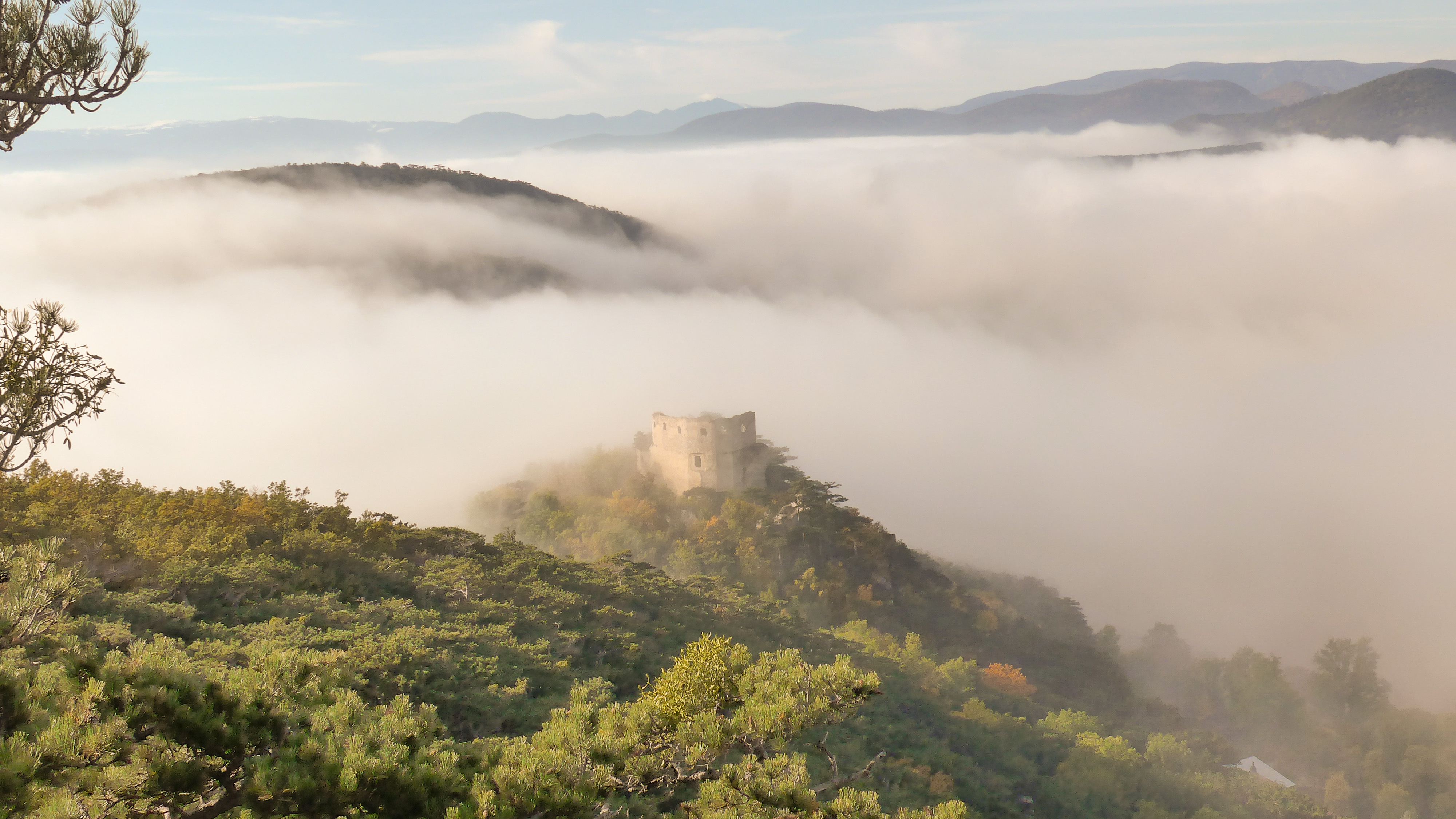
Nebel zieht von der Neuen Welt durch Prosset und Junge Prosset in das Steinfeld

Aus dem Gebiet der Neuen Welt stammte ein Wulfing von Prosset, der sich nach der Burg, vermutlich identisch mit der Burg Emmerberg oder einer Feste in unmittelbarer Nähe der Teichmühle bzw. nach der Burg Stein in Maiersdorf (bisher nicht lokalisiert) nannte. Er wurde zum Stammvater der Herren von Stubenberg-Kapfenberg-Hohenwang-Landesehre-Neuburg. Die Herren von Stubenberg-Kapfenberg waren über viele Generationen die reichsten und mächtigsten steirischen Ministerialen. In der älteren Forschung wurde das Castrum Prozath in der Gegend von Weikersdorf lokalisiert. Allerdings bietet die Gegend im flachen Steinfeld keinerlei natürlichen Schutz. Ronald Woldron lokalisiert das Castrum auf dem Gebiet der heutigen Schafflersiedlung in Winzendorf. Die Josephinische Landesaufnahme zeigt eine atypisch runde Parzelle, eine Art Insel in der Prosst auf der Proseckwiese. In diese eingeschlossen war eine zweite Parzelle, die das Kernwerk der Burg gewesen sein könnte. Die Lage der Burgstelle passt mit den historischen Angaben gut überein und wurde vermutlich wegen der Lage in der Überschwemmungszone aufgeben. Eine archäologische Bestätigung ist noch ausständig. Im 12. Jahrhundert ist auch noch von einem Waldecker Ministerialen Namens During die Rede, der als Ahnherr der Mannen auf Starhemberg und Emmerberg gesehen wurde.

### Flurbezeichnung Prosset

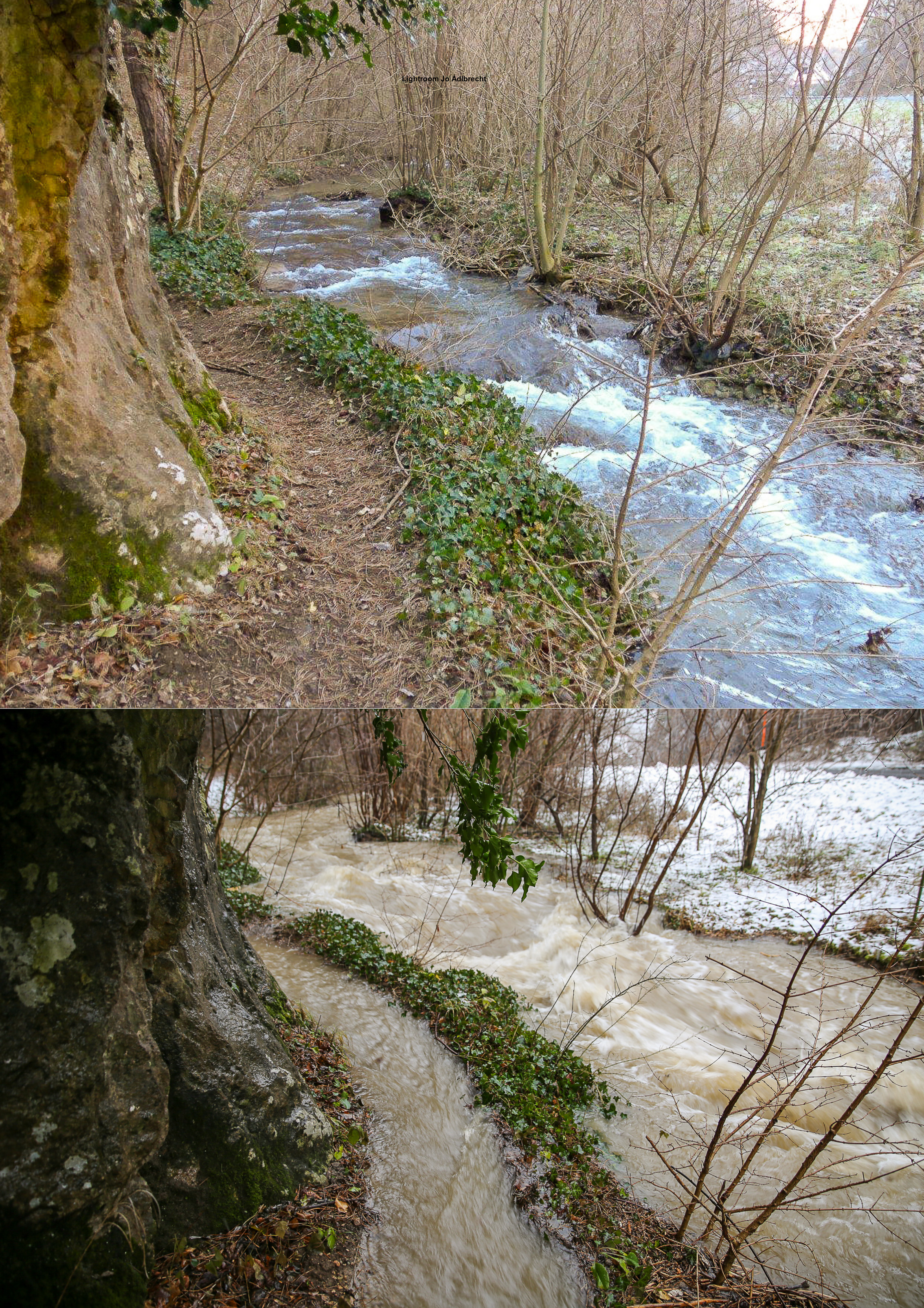
Wasserstand im Winter und nach Regen

Früher gab es die topografischen Unterscheidung zwischen Alter Prosset, der Prossetschlucht mit Emmerberg und der Jungen Prosset, zwischen Netting und Tachenstein, der zweite Übergang in den Vorbergen von der Neuer Welt in das Steinfeld. Der Übergang ist sehr alt. Gegen Maiersdorf wurden Spuren eines römischen Vicinalweges (Nebenweges) gefunden. Der Vorgängerbau der späteren Burg Dachenstein, vermutlich von Wulfing von Prosset errichtet, wird ebenfalls ein „castrum Prozath“ gewesen sein.
Die Bezeichnung Jungen Prosset war auch für Rieden bei Winzendorf üblich (die überwachsenen Terrassen am Weg zur Waldandacht). Weitere Flur- und Riedenbezeichnung im Zusammenhang mit der Prosset sind der Prossaberg und die Prossetwiesen (heute Curti- und Schafflersiedlung in Winzendorf). Die Qualität der Wiesen war eher schlecht, da häufig versauert, mosig und in nassen Jahren mit Rohr und Binsen durchwachsen. Erst die Entwässerung ab 1899, ein Teil unterhalb des Teiches im Park des Alexander Curti (nach dem Römerweg abwärts) wurde reguliert, brachte Besserung.

### Militärische Bedeutung der Prossetschlucht

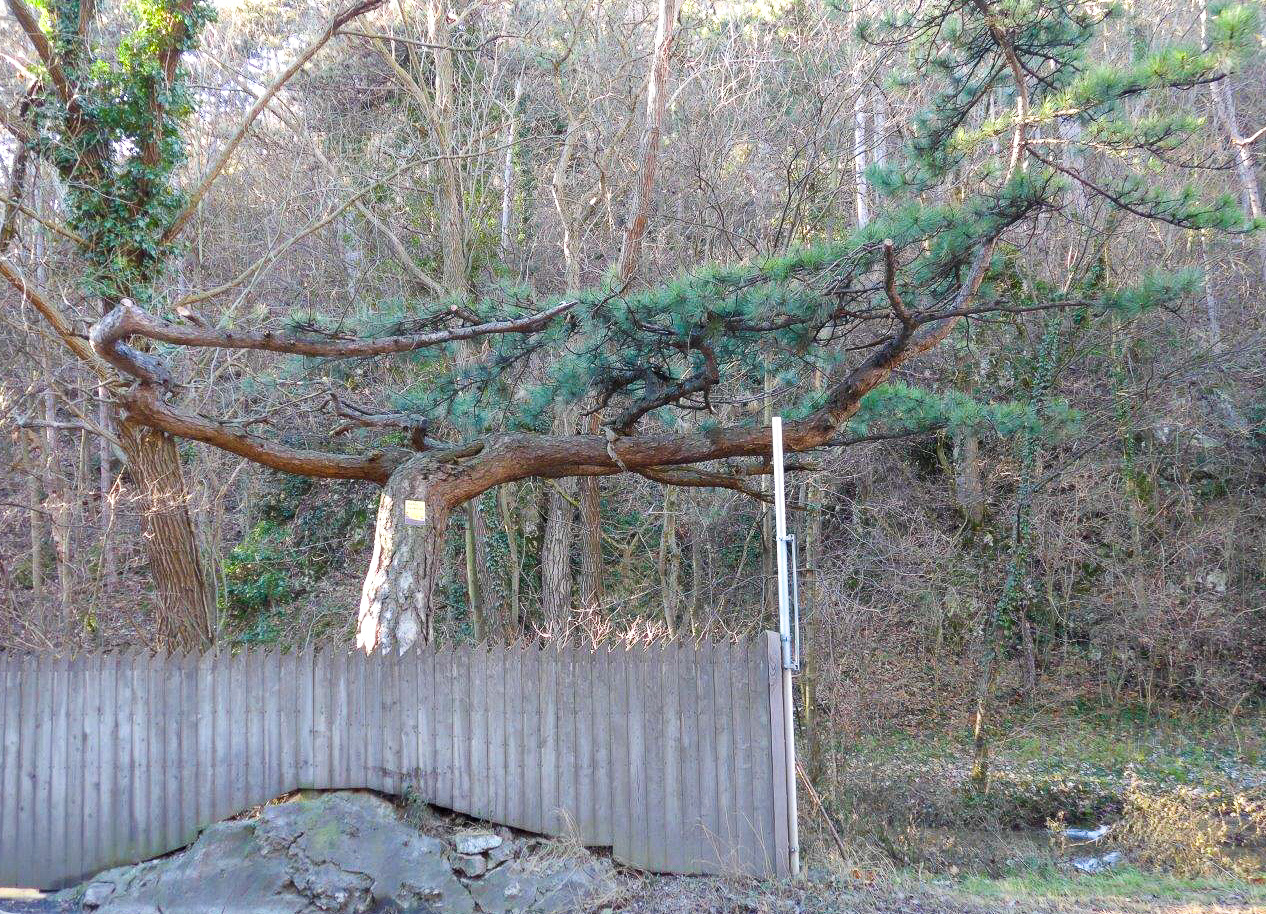
Naturdenkmal Paraplui-Föhre (Schwarzkiefer) am Eingang in die Prosset

Die militärische Bedeutung der „Alten Prossetklause“ war überschaubar, aber immerhin so groß, dass über ihr die Burg Emmerberg und davor auch schon das Castrum Prozath erbaut wurde. Zur Zeit des Ersten Österreichischen Türkenkriegs macht sich der damalige Besitzer Hanss Ludwig Brässican von Emerberg 1663 Gedanken über eine Sperre der Prosset und die dafür notwendige Befestigungen. Er schlug auch vor, den „grossen Teicht“ der Teichmühle, der durch viele Unwetter mit Erde verlegt war, zu räumen und dahingehend auszubauen, dass er zur Feindesabwehr durch die Prossetschlucht abgelassen werden könne, etwa wenn Wiener Neustadt belagert werden würde. Aufgrund des eher geringen Wasservolumens des Baches scheint das Projekt etwas zu ambitioniert, aber es muss  vor dem Hintergrund des Werbens um finanziellen Unterstützung der Landesstände für die Türkenabwehr gesehen werden, was ihm als Inhaber der Herrschaft Emmerberg genützt hätte.

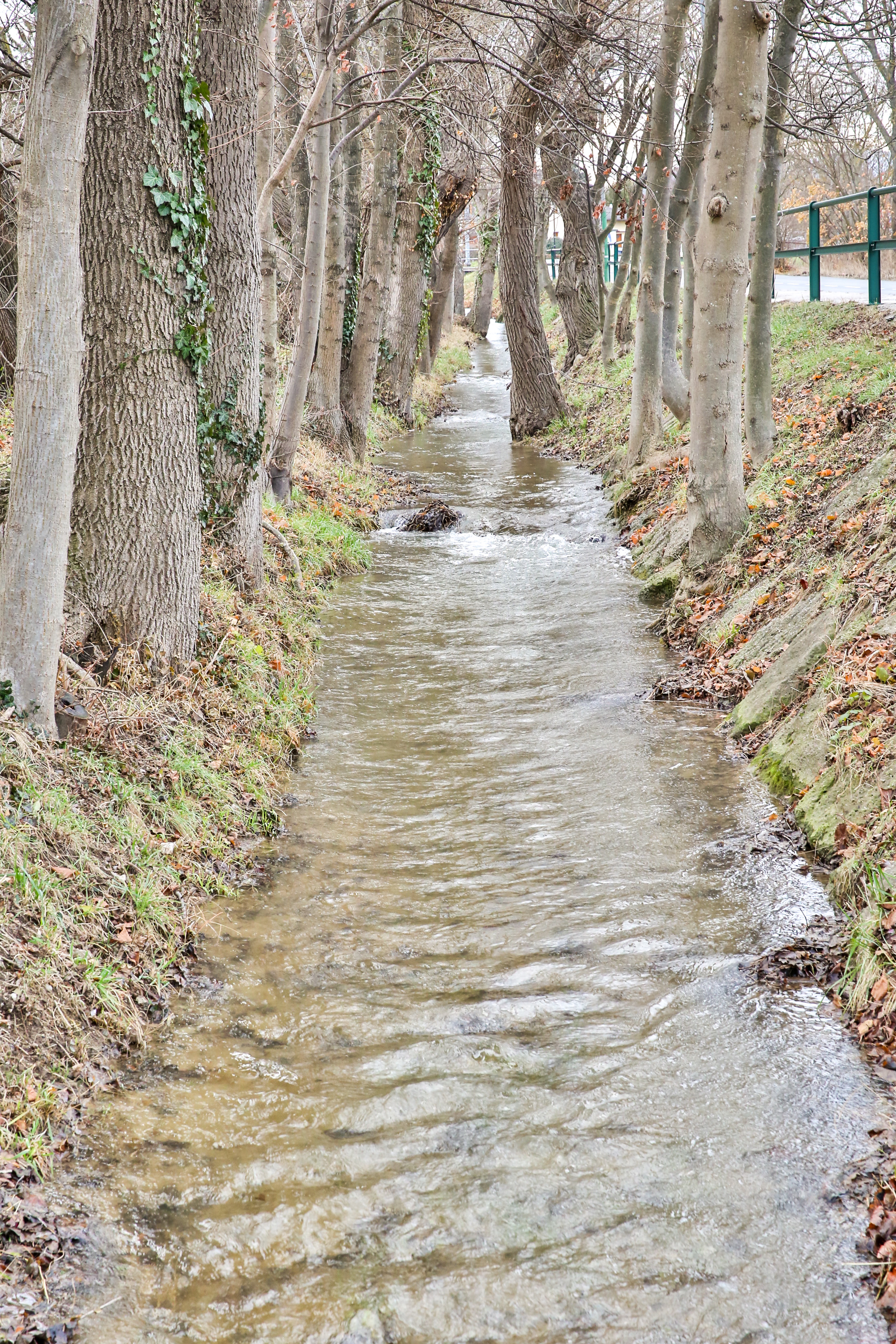
Bei Bad Fischau / Brunn führt die Prosset am meisten Wasser

Die letzte militärische Auseinandersetzung im Gebiet der Prosset war im April 1945. Die Rote Armee kam am 1. April immer näher. Es gab zurückflutende Fahrzeugkolonnen Richtung Piesting. Der Bürgermeister von Winzendorf verkündete am Nachmittag, dass die Russen in der Prosset aufgehalten werden sollten und stellte den Bewohnern frei, zu fliehen. Viele flüchteten auf die Hohe Wand. In der Nacht sprengt die Wehrmacht alles, was den Russen nützlich sein konnte. Am nächsten Tag (Ostermontag) lag die Teichmühle bereits im Bereich russischer Minenwerfer. Gesperrt wurde die Prosset aber nicht. Um 18:30 Uhr rückten die Russen in Muthmannsdorf ein, verabsäumten aber, die Hohe Wand zu besetzen. Auf dieser verschanzte sich über drei Wochen die Wehrmacht und in dieser Zeit gab es Artillerieduelle, die häufig das Gebiet der Prosset um die Teichmühle zum Ziel hatten, da es ein potentieller russischer Nachschubweg war. Die Kämpfe führten zu großen Personen- und Sachschäden. Das Gasthaus Zum Kalkmetzen am Ausgang der Klause, das damals weiter hinten am Hang lag, brannte samt Garage aus, der Gasthof Zur Teichmühle am Eingang der Schucht wurde zum Teil zerstört.

### Staudamm-Projekt „Heil Land“ 1922
Die topografische Situation der Neuen Welt, große Mulde (Synklinale) mit engem Wasserabfluss (Prosset) führte mehrfach zu Plänen für größere Stauprojekte, als es der Teich der Teichmühle war. 1922 präsentierte der Badener Architekt Fritz Malcher (1888–1933) sein „Heil Land“ Projekt. Detailliert geplant (mit 5.000 Arbeitsstunden) wurde ein großer Stausee in der Neuen Welt, wobei „Muthmannsdorf am See“ durch eine Mauer geschützt gewesen wäre, da es tiefer liegt. Der Namensteil „Heil“ bezieht sich auf geplante Sanatorien in Stollhof. Die Tuberkulose war in Wien nach dem Ersten Weltkrieg ein ernstes Problem, ebenso die große Wohnungsnot. „Land“ steht für geplante Einfamilienhaussiedlungen am Fuße der Hohen Wand. Eine Staumauer sollte auf Höhe altes Posthaus zur Sperre der Prossetschlucht stehen und ein kleines Kraftwerk hätte die Gegend mit Strom versorgt. Das Projekt wurde trotz intensiver Gespräche nicht realisiert. Es war eine wirtschaftlich (Hyperinflation) und politisch (Trennung von Wien und Niederösterreich) schwierige Zeit und es hätte der natürliche Wasserzufluss in der Neuen Welt mit großer Wahrscheinlichkeit nicht ausgereicht, die Verdunstung und Versickerung (zwar weitgehend dichter Tonboden, aber z. T. auch Schotter) auszugleichen.

## Emmerberg (Ortschaft)

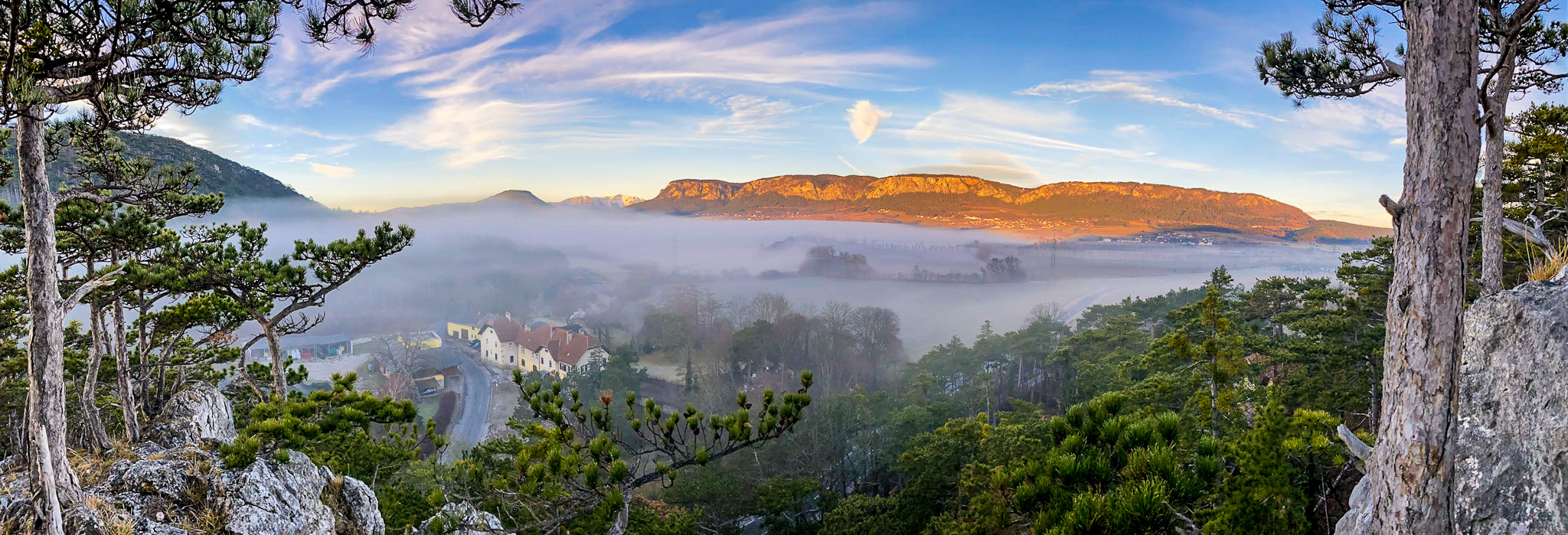
Oberes Ende der Prosset mit Teichmühle

Etwa in der Mitte der Prosset, früher auch Emmerberger Klause, befindet sich der größere Teil der Streusiedlung Emmerberg. Weitere zur Ortschaft gehörende Häuser liegen Richtung Muthmannsdorf weiter draußen in der Neuen Welt. Durch die Lage an der Straße in die Neue Welt mit den Dörfern Maiersdorf, Stollhof, Gaaden und Muthmannsdorf war die Prosset in früherer Zeit ein idealer Platz für landwirtschaftliche Servicebetriebe. Links der Straße befand sich in Emmerberg eine große Schmiede, das Hammerwerk „In der Prosset“, für Reparatur und Erwerb von Metallwerkzeugen, rechts davon eine Wagnerei für die Reparatur- und Herstellung von Wagen und Werkzeugen. Weiter oben lag an der Straße das Postamt für die Neue Welt. Am Anfang und Ende der Klause waren die Gasthäuser Kalkmetzen und oben die Teichmühle, die für Speis, Trank und Informationsaustausch sorgten. Das Gasthaus Kalkmetzen gehörte zum Steinbruch und zur Kalkbrennerei des Alexander Curti, im 19. Jhdt. auch „Kalkgewerkschaft Prosset nächst Emmerberg“ genannt. Insbesondere durch den Individualverkehr und wirtschaftlichen Veränderungen verloren diese Betriebe nach und nach ihre Existenzgrundlage. Die Betriebsstätten wurden in Privathäuser umgewandelt.
1883, damals zur Gemeinde Muthmannsdorf gehörig, hatte die Rotte Dörfl und Stadl (bei der Straßenabzweigung nach Gaaden) 3 Häuser und 20 Einwohner und die Rotte Emmerberg mit Emmerberg Herrschaft und Teichmühle 13 Häuser und 64 Einwohner. 1938 waren in Emmerberg ein Gastwirt (Teichmühle), ein Schmied, ein Schuster, ein Tischler, ein Wagner und ein Landwirt ansässig.

### Emmerberg (Katastralgemeinde) und Gemeindezugehörigkeit
Die Katastralgemeinde Emmerberg (KGNR 23406) ist mit rund 216 Hektar eher klein und umfasst die Wälder nördlich der Prosset rund um den Schlossberg sowie die Wiesen ab der Teichmühle links und rechts der Straße bis zu den ersten Häusern von Muthmannsdorf. Im Zuge des ersten Gemeindegesetzes 1849 wurde die Katastralgemeinden Muthmannsdorf – Dreistetten – Stollhof – Gaaden – Maiersdorf – Netting – Emmerberg zu einer Großgemeinde zusammengefasst. Die Bevölkerung wünschte sich aber Kleingemeinden und 1854 wurde Winzendorf (vorher Bad Fischau), Muthmannsdorf und Emmerberg selbständige Ortsgemeinden. Emmerberg erwies sich schon bald als nicht lebensfähig und wurde 1865 ein Bestandteil von Muthmannsdorf, obwohl man lieber zu Winzendorf wollte. Das wurde erst 1880 möglich. Seit der Gemeindezusammenlegung von 1970 ist Emmerberg ein Teil von Winzendorf-Muthmannsdorf. Die überwiegend römisch-katholische Bevölkerung gehört zum Gebiet der Pfarrkirche St. Peter im Moos in Muthmannsdorf.

## Infrastruktur

### Verkehr

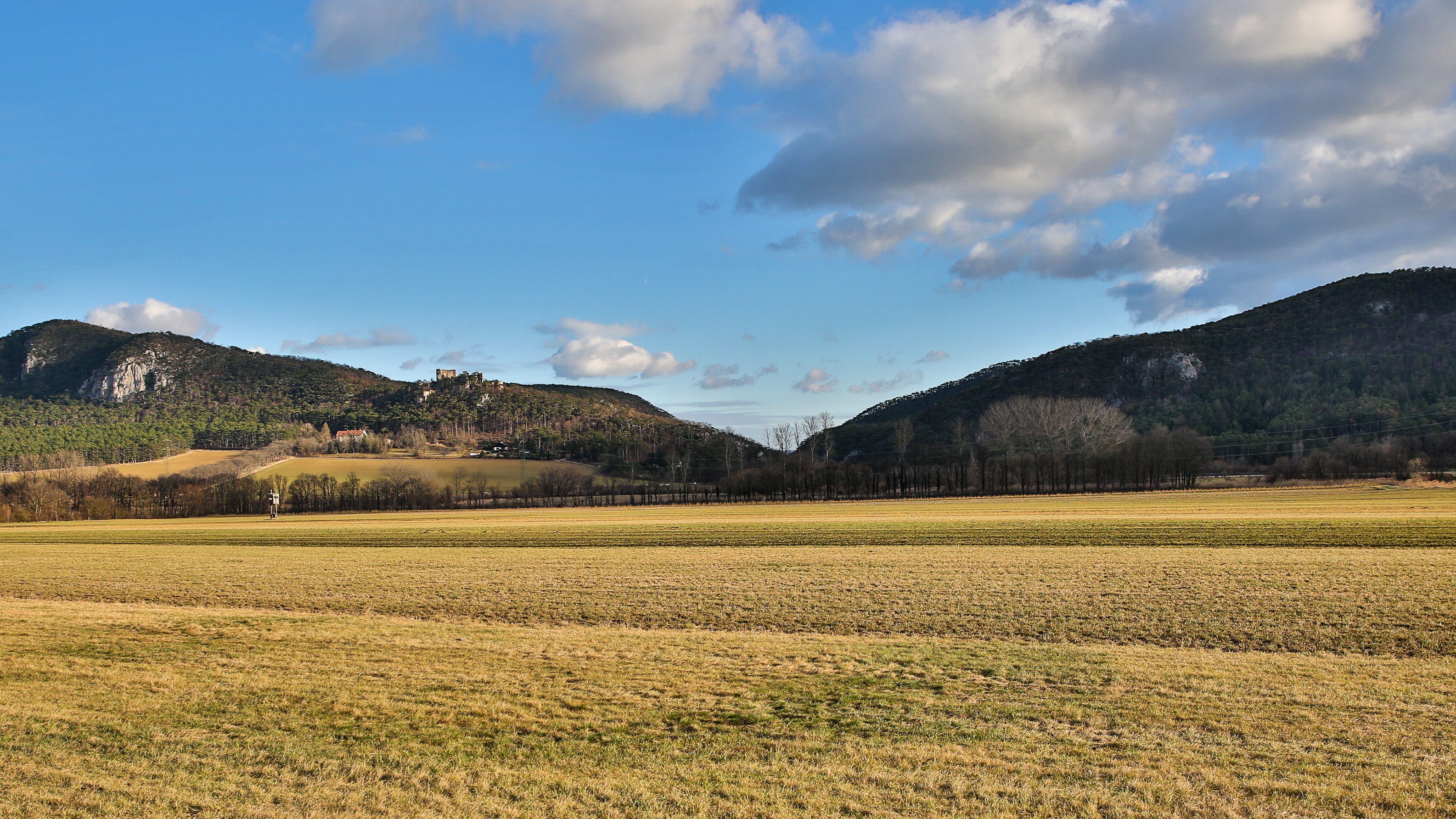
Prosset Westeingang – Fischauer Vorberge, ungefähr in der Mitte von der Prossetschlucht unterbrochen.

Durch das ca. 1 km lange Tal führt die Niederösterreichische Landesstraße L87 von Dreistetten nach Winzendorf. Entlang der Straße gibt es im Schluchtbereich einen schmalen Gehsteig. Ein Radweg ist in Planung. In der Mitte der Prossetschlucht liegt die Bushaltestelle Emmerberg Prosset, die von der VOR-Linie 336 angefahren wird. Auf der der Straße gegenüberliegenden Seite gibt es den Jubiläumssteig, ein Wanderweg, der anlässlich des 60-jährigen Thronjubiläums von Franz Joseph I. angelegt wurde.

### Die Teichmühle

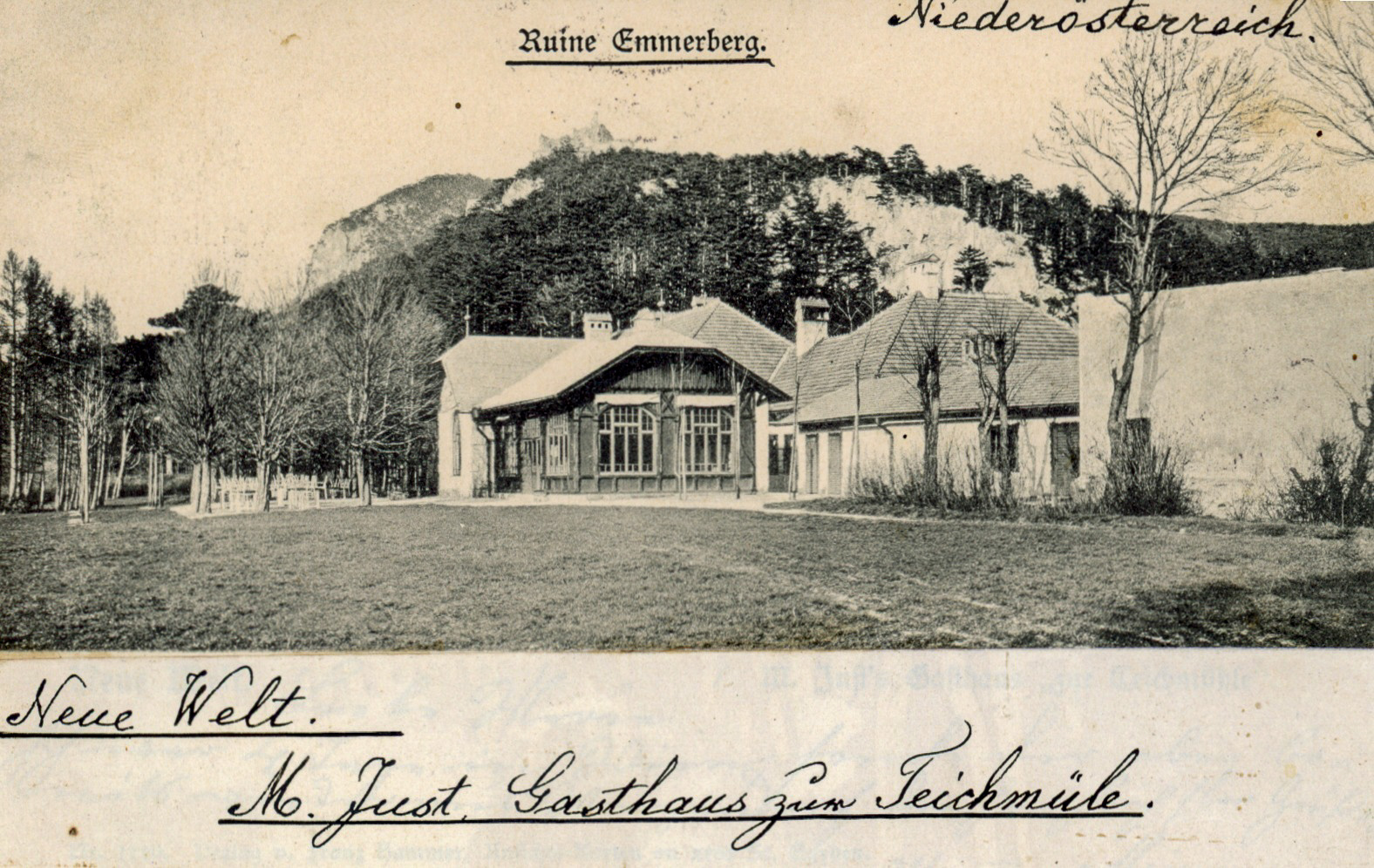
Gastgarten des früheren Gasthofs Teichmühle um 1900

Das wichtigste Wirtschaftsunternehmen in der Prosset war über Jahrhunderte die Teichmühle, der frühere Maierhof der Herrschaft Emmerberg, der lange auch als Gasthaus geführt und in der Frühzeit des Tourismus der Leitbetrieb der Region war. Er war eine Kombination von Wirtschaftshof und Mühle. Die Teichmühle liegt am nordwestlichen, am oberen Eingang der Prosset nach dem Zusammenfluss mehrerer Gräben und Bäche. Der Wasserzustrom aus der Neuen Welt ist zu gering, um ohne Stauwasser eine etwas größere Mühle planbar zu betreiben. Daher wurden am oberen und unteren Ende der Prosset Mühlteiche angelegte. Einen Mühlbetrieb bei der Teichmühle gibt es schon sehr lange nicht mehr. Bis in die 1970er war am Parkplatz des Gasthofes ein Mühlrad ausgestellt. Der Mühlteich zog sich entlang der Straße nach Muthmannsdorf fast bis Emmerberg Dörfel. Sowohl auf der Straße nach Netting als auch nach Muthmannsdorf ist der frühere Damm hinter der Teichmühle noch als Geländestufe im Straßenverlauf erkennbar. Auf der Dammkrone gab es früher einen Gastgarten des Gasthauses Teichmühle (heute Privatgärten).
Durch Hochwasser scheint immer wieder Probleme mit der Verlegung durch Erde nach Unwettern gegeben zu haben. Brassican führt das 1663 bei seiner Beschreibung von Emmerberg an.